# Estádio Wojska Polskiego
O Stadion Wojska Polskiego ( ˌstadjɔn ˌvɔjska pɔlˈskʲɛɡɔpron
, em português:  Estádio do Exército Polonês  ), oficialmente nomeado Stadion Miejski Legii Warszawa im. Marszałka Józefa Piłsudskiego ( em inglês:  The Marshall Józef Piłsudski's Municipal Stadium of Legia Warsaw  ) em Varsóvia, Polônia, é um estádio específico para futebol de todos os lugares, da quarta categoria mais alta . O local está localizado na Rua 3 Łazienkowska, no distrito de Śródmieście . É a casa do clube de futebol Legia Varsóvia, que joga lá desde 9 de agosto de 1930.
O estádio passou por uma reconstrução completa em dois estágios nos anos de 2008-2011. Apenas uma pequena parte da fachada principal do edifício foi preservada da construção antiga (com outra parte sendo reconstruída com precisão).  Com espaço para 31.800 espectadores, é o 5º maior estádio de futebol de Ekstraklasa e o 7º maior do país.  O estádio está equipado com campo aquecido, campo de treinamento, estacionamento subterrâneo, bar esportivo, museu do clube e outras instalações.
O estádio, que por décadas pertenceu às Forças Armadas da Polônia, atualmente é propriedade da cidade de Varsóvia .

## Histórico de construção
A necessidade de construir um novo estádio para os jogadores do Legia Warszawa aumentou em meados da década de 1990, quando o Legia teve um dos períodos de maior sucesso de sua história. Campeonato da Polónia (1994, 1995), Taça da Polónia (1995, 1997), meia-final da Taça dos Vencedores das Taças (1991) e os quartos-de-final da UEFA Champions League (1996) reforçaram a exigência de modernização ou mesmo substituir a antiga instalação. Em última análise, no entanto, até 1997, praticamente nada foi feito sobre este assunto.
O complicado status legal da terra, que pertencia aos militares, desencorajou os potenciais investidores. A nova esperança veio junto com os novos proprietários – a empresa Daewoo, que comprou a participação majoritária no Legia no final de 1996. Os proprietários do clube coreano pressionaram fortemente a cidade de Varsóvia para assumir a propriedade e investir nas novas instalações, no entanto, os então proprietários do local – a Agência de Propriedade Militar – não estavam dispostos a vender a propriedade. O impasse existiu pelos próximos 5 anos, durante os quais os coreanos venderam o clube. Eventualmente, a venda foi concluída em 29 de julho de 2002, quando a cidade de Varsóvia adquiriu o título da terra. Embora o valor de mercado tenha sido estimado em 60 milhões de PLN, o preço de compra foi acordado em 16 milhões de PLN. Em outubro de 2004, o arquiteto-chefe de Varsóvia, Michał Borowski, deu permissão para construir um novo estádio no referido terreno.  A decisão levou ao anúncio de concurso para a remodelação das instalações do Legia.

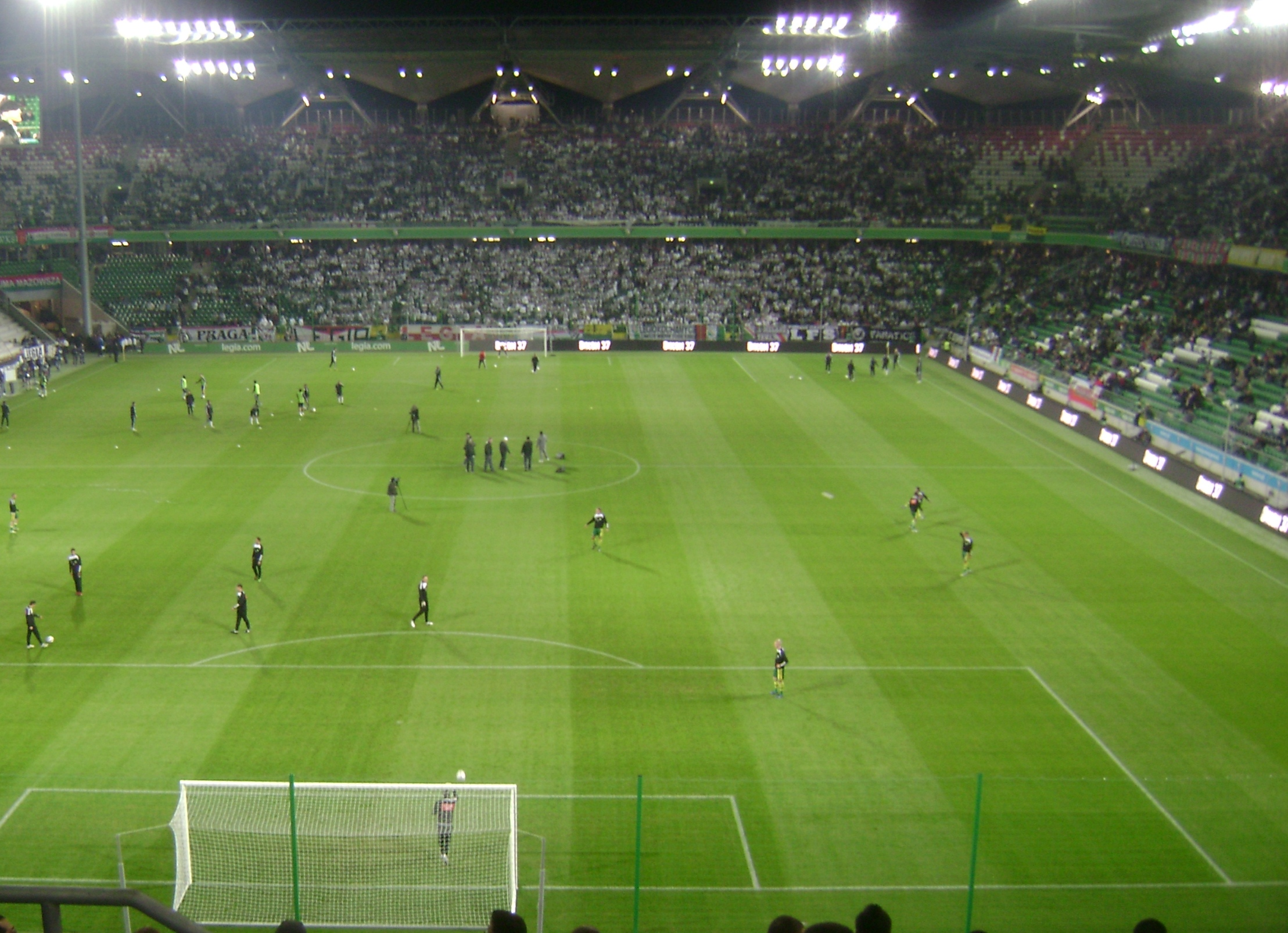
Żyleta cheio de fãs durante uma partida beneficente entre Legia e ADO Den Haag

Em 26 de setembro de 2006, os novos proprietários do Legia – Grupo ITI – durante uma reunião com o presidente interino de Varsóvia, Kazimierz Marcinkiewicz, nas instalações do clube apresentaram sua própria ideia de reconstruir o estádio.  A ideia previa a construção do estádio em etapas (para que o clube ainda pudesse jogar durante a construção), com capacidade entre 31.800 e 34.000 lugares (dependendo da inclusão de lugares em pé). Em novembro daquele ano, o clube assinou um contrato de 23 anos com a cidade de Varsóvia. Em junho de 2007, a Câmara Municipal de Varsóvia alocou 360 milhões de PLN em financiamento  (que mais tarde teve que ser aumentado para 460 milhões de PLN  ) para a construção do novo estádio de acordo com o projeto proposto pelo clube. Em abril de 2008, a então presidente de Varsóvia Hanna Gronkiewicz-Waltz emitiu uma licença para a construção do estádio. A 12 de Novembro de 2008 o investidor – a Câmara Municipal de Varsóvia – assinou um acordo com o consórcio Polimex - Mostostal para as obras de construção.

Em 17 de novembro de 2008 começou a primeira etapa da construção do novo estádio. Esta etapa previa a demolição e construção de três estandes: o sul, o leste e o norte. As obras começaram com a demolição das antigas instalações do clube e da arquibancada oriental (a famosa " Żyleta "). A primeira fase foi concluída e assumida pelo investidor em 10 de maio de 2010. O estádio foi inaugurado oficialmente (com apenas três arquibancadas concluídas) por uma partida contra o Arsenal FC em 7 de agosto de 2010. A segunda fase de construção, que previa a demolição e construção da arquibancada oriental (a arquibancada principal – denominada "Kryta"), foi concluída e assumida pelo investidor em 10 de maio de 2011. 

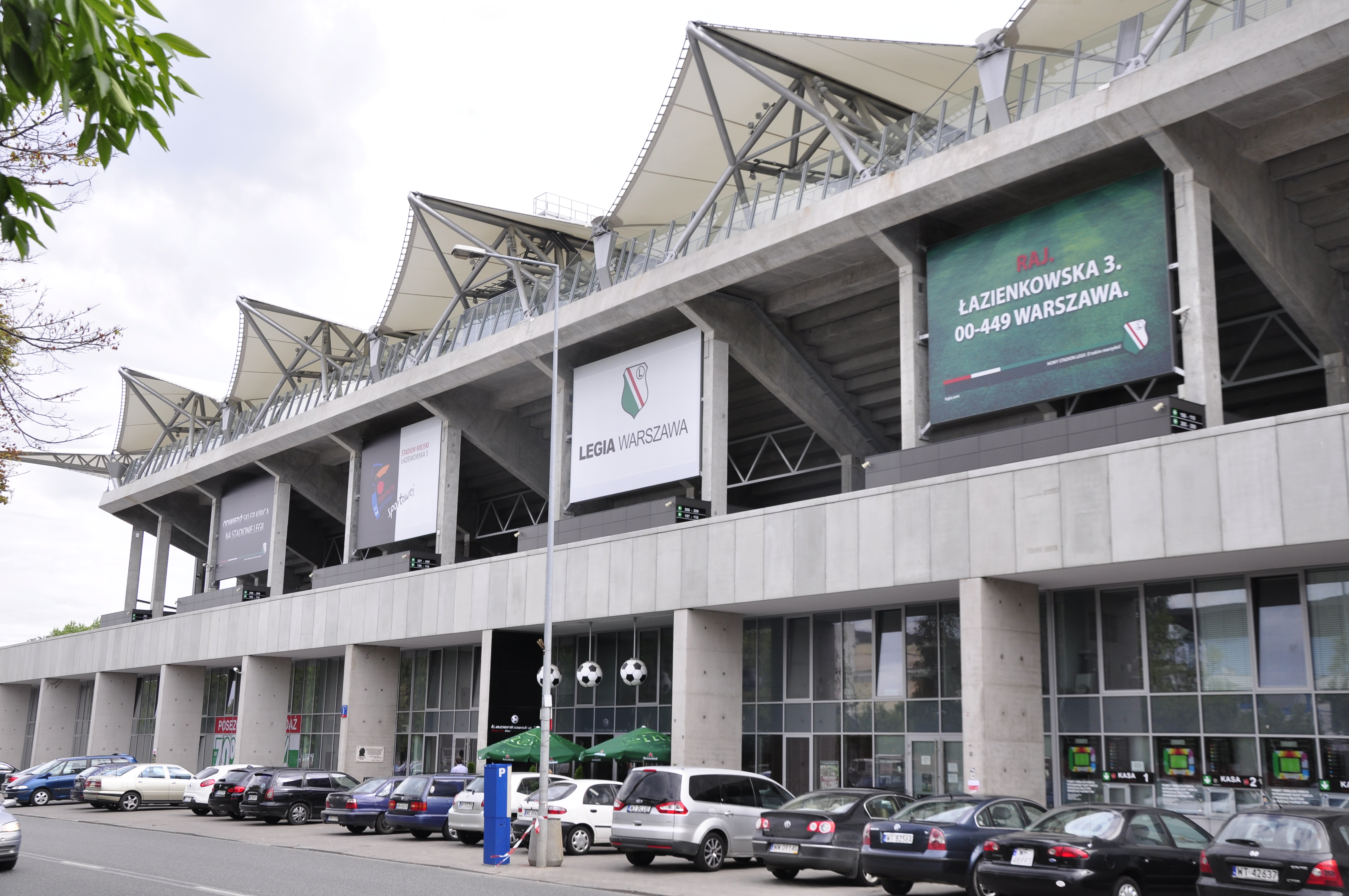
Estande do norte visto da rua Łazienkowska

O Stadion Wojska Polskiego na rua [3 Łazienkowska está localizado em Varsóvia, no distrito de Śródmieście, área de Powiśle, dentro da praça das ruas: Łazienkowska, Czerniakowska, Kusocińskiego e Myśliwiecka. Foi inaugurado oficialmente em 9 de agosto de 1930 e, desde então, foi significativamente modernizado e reconstruído. A reconstrução mais recente, de novembro de 2008 a março de 2011, envolveu a demolição de todas as arquibancadas e a construção de novas, mantendo apenas a fachada histórica da arquibancada principal "Kryta". O estádio é comumente referido como o "Nowy Stadion (Novo Estádio)" em sua forma atual. O novo estádio, desenhado pelo estúdio alemão JSK Architekten, cumpre os critérios para a categoria Elite da UEFA, o que lhe permite acolher as meias-finais da Liga dos Campeões . A instalação tem cinco andares de altura e é totalmente coberta com sua altura máxima não permitida ser maior do que o vizinho Castelo de Ujazdów .  O estádio inclui cabines de imprensa, espaços de escritório, bem como um centro de fitness e bem-estar para jogadores e comissão técnica. Há também 12 estandes de catering, um bar de esportes, museu do clube Legia e duas lojas de mercadorias do clube localizadas dentro do estádio. 

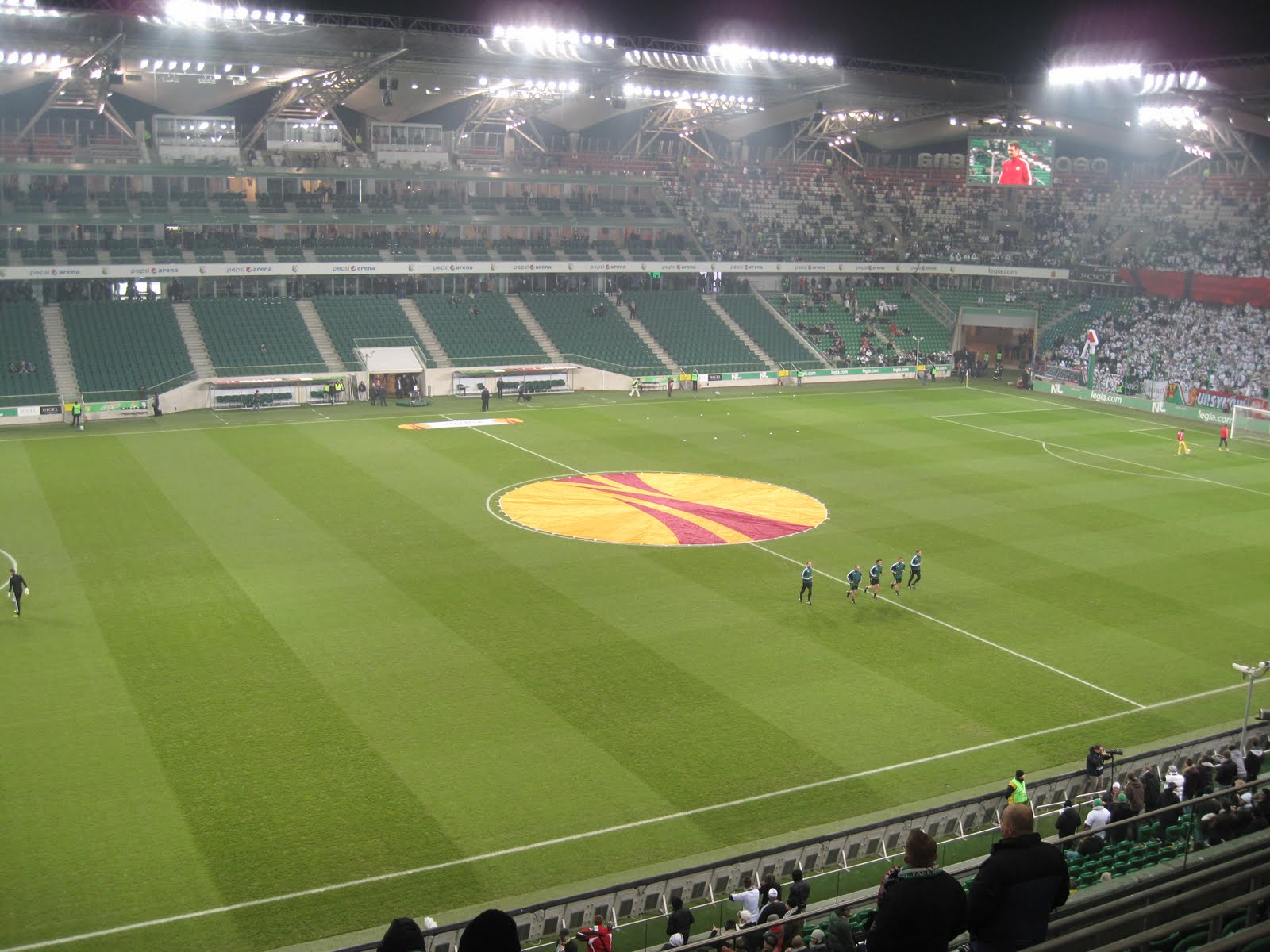
Suporte principal antes da partida da UEFA Europa League entre Legia Varsóvia e PSV Eindhoven

Os portões de entrada estão equipados com leitor SKIDATA Vario Gate. O estádio é uma das poucas arenas do mundo a usar esse tipo de leitor. A maior vantagem deste dispositivo é a capacidade de controlar vários tipos de bilhetes (por exemplo, os tradicionais cartões em papel, cartões magnéticos, bem como bilhetes MMS em telemóveis. ) O leitor possui uma tela colorida, que pode exibir mensagens para os torcedores que entrarem no local. O mesmo equipamento está sendo instalado no estacionamento, permitindo que os torcedores se desloquem pelo estádio com apenas um cartão. O clube também planeja introduzir um sistema de pagamento sem dinheiro, que acelerará a velocidade de fazer várias compras no estádio. 

#### Sistema de luz
O sistema de iluminação do estádio é dividido em várias seções distintas: iluminação do espaço sob as arquibancadas, iluminação do passeio, iluminação da arquibancada dos espectadores e, finalmente, iluminação do próprio campo.
A iluminação do campo é de 2000 lux (potência 516 kW), que possibilita a transmissão de partidas na tecnologia HD .
O sistema de iluminação localizado em frente ao passeio do estádio permite uma iluminação eficaz e multicolorida das partes externas das arquibancadas e da estrutura da cobertura. 

### Museu

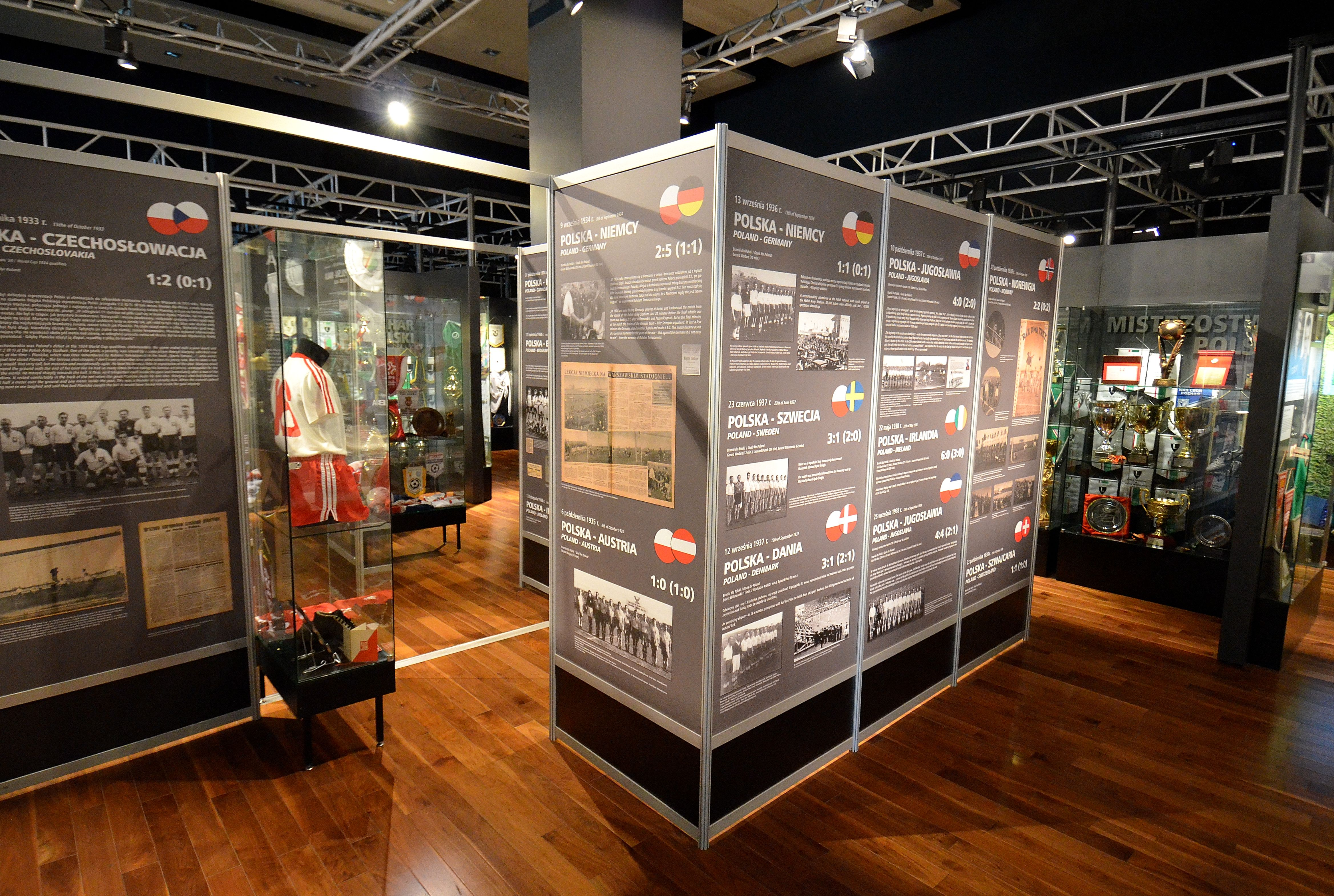
Interior do museu Legia Varsóvia localizado embaixo da arquibancada norte

O museu do clube Legia está localizado na arquibancada norte. Foi criado com a cooperação dos adeptos do Legia, em particular com o seu atual guardião - Wiktor Bołba. O conceito do museu é guiar os visitantes por todos os períodos da história do clube. O museu abriga exposições temporárias comemorativas de eventos importantes na história do clube. Foi inaugurado em 23 de outubro de 2010 - o 63º aniversário do nascimento de Kazimierz Deyna . 
Kazimierz Deyna é um dos jogadores de futebol mais condecorados da Polônia, com 97 partidas e 41 gols marcados pelos brancos e vermelhos (seleção nacional). Medalha de ouro nas Olimpíadas de Munique 1972 (e artilheiro com nove gols), ele também fez parte da terceira colocada seleção polonesa na Copa do Mundo de 1974 na Alemanha Ocidental, antes de conquistar a medalha de prata com a seleção na Copa de 1976 Jogos Olímpicos de Verão . Foi em 1974 que ele ficou em terceiro lugar na lista de Futebolista Europeu do Ano, atrás do grande holandês Johan Cruyff e do capitão da Alemanha Ocidental Franz Beckenbauer . Ele morreu em um acidente de carro em San Diego, Califórnia, com apenas 41 anos em setembro de 1989. 
Żyleta ( ʐɨˈlɛta

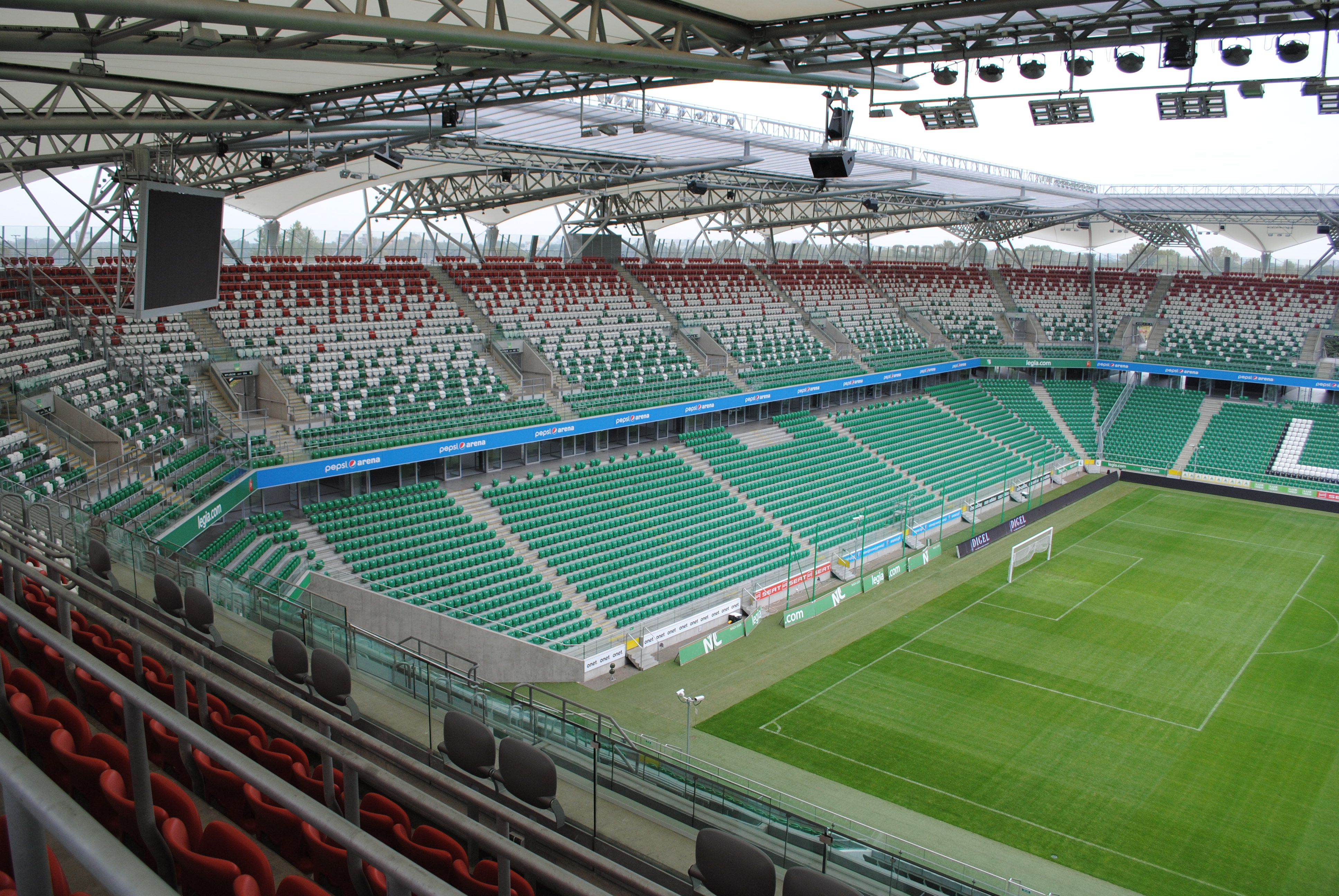
A arquibancada norte do estádio – a famosa Żyleta

, em inglês:  the Razor  ) é um nome comum para a arquibancada norte do Estádio do Exército Polonês em Varsóvia, Polônia, tradicionalmente ocupada pelos torcedores mais espontâneos e fanáticos do clube de futebol Legia Varsóvia . Antes da reforma do estádio (2008-2011), a “velha” Żyleta se referia apenas à seção central da arquibancada leste do estádio (ocasionalmente, também se referia à arquibancada leste como um todo). Há uma exposição especial dedicada ao "velho" Żyleta no museu do clube Legia.  Hoje, após a reforma do estádio, o “novo” Żyleta significa toda a arquibancada norte do estádio (localizada atrás do gol). A capacidade da arquibancada é de 7.477 espectadores.

## Jogos da seleção polonesa
No passado, o antigo Estádio do Legia foi usado muitas vezes como sede da Seleção Nacional de Futebol da Polônia, especialmente durante as décadas de 1930 e 1990. Desde a reconstrução, a seleção nacional disputou cinco partidas no estádio. Quatro deles eram amistosos.
| Nº | Concorrência                             | Encontro              | Oponente  | Comparecimento | Resultado | Artilheiros da Polônia                                                        |
| -- | ---------------------------------------- | --------------------- | --------- | -------------- | --------- | ----------------------------------------------------------------------------- |
| 1. | Amigáveis                                | 5 de junho de 2011    | Argentina | 12.000         | 2–1       | Adrian Mierzejewski, Paweł Brożek                                             |
| 2. | Amigáveis                                | 9 de junho de 2011    | França    | 30.000         | 0–1       | –                                                                             |
| 3. | Amigáveis                                | 2 de setembro de 2011 | México    | 18.000         | 1–1       | Paweł Brożek                                                                  |
| 4. | Amigáveis                                | 2 de junho de 2012    | Andorra   | 26.000         | 4–0       | Ludovic Obraniak, Robert Lewandowski, Jakub Błaszczykowski, Marcin Wasilewski |
| 5. | Eliminatórias da Copa do Mundo FIFA 2022 | 28 de março de 2021   | Andorra   | 0              | 3-0       | Robert Lewandowski (2), Karol Świderski                                       |

- Józef Piłsudski